# Murinins
Els murinins (Murininae) són una subfamília de ratpenats de la família dels vespertiliònids. Inclouen els ratpenats nassuts dels gèneres Murina, Harpiola i Harpiocephalus.
Subfamília Murininae
- Gènere Murina
  - Ratpenat nassut de bronze (M. aenea)
  - Ratpenat murí dels Annamites (M. annamitica)
  - Ratpenat nassut daurat (M. aurata)
  - M. beelzebub
  - M. bicolor
  - M. cineracea
  - Ratpenat nassut taronja (M. cyclotis)
  - M. eleryi
  - Ratpenat nassut de Flores (M. florium)
  - Ratpenat nassut siberià (M. fusca)
  - M. gracilis
  - M. harpioloides
  - M. harrisoni
  - M. hilgendorfi
  - Ratpenat nassut de Hutton (M. huttoni)
  - M. leucogaster
  - Ratpenat murí de Taiwan (M. puta)
  - M. recondita
  - Ratpenat nassut llustrós (M. rozendaali)
  - M. ryukyuana
  - Ratpenat nassut japonès (M. silvatica)
  - Ratpenat nassut de Balston (M. suilla)
  - Ratpenat nassut de l'illa Tsushima (M. tenebrosa)
  - M. tiensa
  - Ratpenat nassut vietnamita (M. tubinaris)
  - Ratpenat nassut de l'Ussuri (M. ussuriensis)
  - M. walstoni
- Gènere Harpiocephalus
  - Ratpenat nassut vermell (H. harpia)
  - Ratpenat nassut de Birmània (H. mordax)
- Gènere Harpiola
  - Ratpenat nassut de Peters (H. grisea)
  - H. isodon